# Giżyn, Hạt Myślibórz
Giżyn [ˈɡiʐɨn] (tiếng Đức: Giesenbrügge) là một ngôi làng thuộc khu hành chính của Gmina Nowogródek Pomorski, thuộc quận Myślibórz, West Pomeranian Voivodeship, ở phía tây bắc Ba Lan. Nó nằm khoảng 4 kilômét (2 mi)  về phía bắc của Nowogródek Pomorski, 10 km (6 mi) phía đông Myślibórz và 60 km (37 mi) về phía đông nam của thủ đô khu vực Szczecin.
Trước năm 1945, khu vực này là một phần của Đức. Đối với lịch sử của khu vực, xem Lịch sử của Pomerania.
Ngôi làng có dân số 400 người.

## Cư dân đáng chú ý
- Heros von Borcke (1835 Từ1895), sĩ quan